# لوتشيانو إميليو
لوتشيانو إميليو (بالبرتغالية: Luciano Emílio‏) هو لاعب كرة قدم برازيلي في مركز الهجوم، ولد في 12 ديسمبر 1978 في Ilha Solteira ‏ في البرازيل. لعب مع أتلانتي إف سي وألمانيا آخن ودي.سي. يونايتد وريال إسبانيا وطوروس نيزا ونادي دانوبيو ونادي ريو برانكو ونادي كولن.

## وصلات خارجية
- لوتشيانو إميليو على موقع الدوري الأمريكي (الإنجليزية)
- لوتشيانو إميليو على موقع قاعدة بيانات كرة القدم.إي يو (الإنجليزية)
- لوتشيانو إميليو على موقع Soccerway.com (الإنجليزية)
- لوتشيانو إميليو على موقع عالم كرة القدم.نت (الإنجليزية)